# Carlos Cuervo Valencia
Carlos Ignacio Cuervo Valencia (Medellín, 20 de noviembre de 1963) es un médico cirujano, abogado, administrador hospitalario y político colombiano, miembro del Movimiento de Salvación Nacional.
Como médico, Cuervo ha sido presidente del Centro Antioqueño de Prevención del Cáncer, gerente del Hospital General de Medellín, de Metrosalud y de Capital Salud en Bogotá, durante la alcaldía de Gustavo Petro.
Cuervo fue concejal de Medellín, representante a la cámara por Antioquia, y luego viceministro de salud durante el último mandato presidencial de Álvaro Uribe Vélez, con quien entabló amistad y fue uno de los cofundadores del Partido de la U en 2005, plataforma política del entonces presidente Uribe. También se desempeñó como congresista de la U entre 2002 y 2006, siendo uno de los reformadores de la ley 100 de 1993, y del Partido Conservador Colombiano. 
Pese a su cercanía con el expresidente Uribe, no alcanzó a ser parte de la lista al congreso del partido Centro Democrático, por lo que se adhirió a la campaña presidencial de Iván Duque a través de Marta Lucía Ramírez, en el conservadurismo. Fue candidato al senado en 2022 por Salvación Nacional como fórmula del economista Miguel Gómez Martínez y apoyó la candidatura presidencial de Enrique Gómez Martínez, y en la segunda vuelta la de Rodolfo Hernández.
En 2023, Cuervo apoyó la candidatura a la alcaldía de Federico Gutiérrez y la de gobernación de Andrés Julián Rendón, resultando electos ambos.